# ГЕС Jiēmiàn
ГЕС Jiēmiàn (街面水电站) — гідроелектростанція на сході Китаю у провінції Фуцзянь. Використовує ресурс із річки Junxi, правої твірної Youxi, котра, своєю чергою, є правим допливом Міньцзян (впадає до Тайванської протоки у місті Фучжоу).
У межах проєкту річку перекрили кам'яно-накидною греблею із бетонним облицюванням висотою 126 метрів, довжиною 501 метра та шириною по гребеню 8 метрів. Вона утримує велике водосховище з площею поверхні 36,7 км2 та об'ємом 1708 млн м3, у якому припустиме коливання рівня поверхні в операційному режимі між позначками 250 та 290 метрів НРМ (під час повені рівень може зростати до 293,1 метра НРМ, а об'єм — до 1824 млн м3).
Споруджений у підземному виконанні пригреблевий машинний зал станції обладнали двома турбінами типу Френсіс потужністю по 150 МВт, які забезпечують виробництво 360 млн кВт·год електроенергії на рік.
Видача продукції відбувається по ЛЕП, розрахованим на роботу під напругою 220 кВ та 110 кВ.